# وادي الظهران للتقنية
وادي الظهران للتقنية أحد مشاريع جامعة الملك فهد للبترول والمعادن، وأحد المشروعات الرائدة التي تواكب تطبيقات وفكرة الاقتصاد المعرفي، وهو نموذج مماثل لوادي السيليكون في كاليفورنيا في الولايات المتحدة الأمريكية والذي قدم مبتكرات وحلولًا تنموية متطورة لاقتصاد الولايات المتحدة الأمريكية، ويستقطب الوادي أهم الشركات العالمية في صناعة النفط والغاز والبتروكيماويات والمجالات المرتبطة بها كالمياه وتقنية المعلومات، وهو اليوم يستضيف أكبر شركة في مجال المياه في العالم. كما أنه يعد أكبر مجمع تقني في العالم لتطوير تقنيات صناعة النفط والغاز

## النشأة
بدأت جامعة الملك فهد للبترول والمعادن في عام 2002 تأسيس واحة الأمير عبد الله بن عبد العزيز للعلوم، وكانت شركة شلمبرجير وهي مزود عالمي لخدمات حقول النفط أول شركة تنضم لواحة العلوم في عام 2003 , وفي وقت لاحق في عام 2005 تم تغيير اسمها إلى واحة الملك عبد الله بن عبد العزيز للعلوم بعد زيارة الملك عبد الله بن عبد العزيز، ثم تم دمج واحة الملك عبد الله بن عبد العزيز للعلوم مع خمس مبادرات أخرى في الجامعة في عام 2006 أهمها مركز الابتكار وحاضنة الأعمال والخدمات الاستشارية ومكتب الاتصال ومركز الأمير سلطان بن عبد العزيز للعلوم والتقنية سايتك نحو تطوير اقتصاد قائم على المعرفة داخل المملكة العربية السعودية، وسميت الوحدة بأكملها وادي الظهران للتقنية لتصبح نواة التطوير والأبحاث والتقنية الصناعية الأرقي في الشرق الأوسط، تم ذلك على مساحة تتجاوز المليون متر مربع بعد إضافة 350 ألف متر مربع كاستثمارات لوقف الجامع، وهو أكبر مجمع تقني في العالم لتطوير تقنيات صناعة النفط والغاز ولا يوجد مركز في العالم يحتوي على هذا العدد من الشركات النفطية والتقنية العملاقة.
وعن إستراتيجية الوادي في استقطاب شركات الطاقة العالمية والمحلية للاستثمار في الوادي، يقول حليم رضوي الرئيس التنفيذي لوادي الظهران للتقنية: «لا نقبل في وادي الظهران إلا بالشركات الكبرى العاملة في قطاع الطاقة التي لديها نجاحات كبيرة في مجالات الأبحاث، كي تنشئ لها مراكز علمية داخل الوادي، إيمانًا منا بأن هذه الشركات تُقدر قيمة البحث العلمي، وتوفر له كل الإمكانات المطلوبة، كي يحقق ما يصبو إليه، ونتوقع أن نرى خلال المستقبل القريب الكثير من الإنجازات العلمية الداعمة لقطاع الطاقة في المملكة والعالم».

## عناصر الوادي
يتكون وادي الظهران للتقنية من ستة كيانات هي:
- مجمع الملك عبد الله بن عبد العزيز للتقنية الصناعية: وهو مخصص للشركات الكبيرة في مجال البترول والغاز والبتروكيماويات، وتتركز فيه أنشطة تطوير التقنية في قطاع الطاقة حول ستة مجالات رئيسية هي: المواد المتقدمة وعلوم الأرض وهندسة البترول وعمليات التكرير والبتروكيماويات وإدارة وانتاج ومعالجة المياه ومصادر الطاقة المتجددة وكفاءة استخدام الطاقة والحوسبة المتقدم.
- مركز المبتكرات: يهدف إلى تحويل الاقتصاد السعودي من اقتصاد مبني على تسويق المنتجات الأولية إلى اقتصاد مبني على المعرفة.
- حاضنات الأعمال أو حاضنات التقنية: ودورها في تحويل الفكرة إلى منتج يتم تصنيعه وتسويقه وهذا القسم من الوادي يدخل الباحث أو صاحب الفكرة إلى السوق من دون الاضطرار إلى إتباع الإجراءات الروتينية، كما يوفر له الدعم المادي.
- مكتب الاتصال: ومهمة هذا المكتب توفير قناة اتصال بين الشركات المتوسطة والصغيرة ورجال الأعمال، وبين الجامعة، وتسهيل هذه العملية على الشركات والتعريف بهذه الخدمة التي تقدمها الجامعة لهذه الشركات.
- مركز استشارات: وهو عبارة عن موقع يقدم الاستشارات لرجال الأعمال في التسويق أو استخدام أجهزة معينة أو استخدام طريقة تصنيع معينة لمنتج ما.
- سايتك: وهو اكمال لدائرة المعارف في الوادي، هو الدور الذي يقوم به سايتك من نشر الأفكار الإبداعية وتعريف الناس بها ليخلق ذلك لديهم نوعا من التحفيز والرغبة في تنفيذ أفكارهم.

## التطور
تحول وادي الظهران للتقنية إلى شركة باسم وادي الظهران برأسمال قدره 100 مليون ريال (26.6 مليون دولار)، وتمكن من استقطاب 9 شركات كبرى بين محلية ودولية ضخت استثمارات في الوادي تتراوح بين 720 مليونا و900 مليون ريال (ما بين 192 و240 مليون دولار) منذ إطلاق الوادي في سبتمبر من عام 2006 .
وعمل الوادي قبل تحويله إلى شركة على تطوير المرحلة الأولى من أرض الوادي التي خصصت لها مساحة تصل إلى 640 ألف متر مربع بما يقارب الـ95 مليون ريال (25.3 مليون دولار) والتي حجز نصفها من قبل شركات عالمية ومحلية لإقامة مراكز بحثية لها فيما يخطط الوادي لإقامة مركز الابتكارات لاحتضان المواهب الوطنية من الجامعة وخارجها بتكلفة تصل إلى 50 مليون ريال (13.3 مليون دولار), واختتم الوادي في سبتمبر 2010 خطته الخمسية الأولى وأطلقت الشركة المرحلة الثانية من الوادي على مساحة تقدر بـ 270 ألف متر مربع لتوفير مزيد من المساحة للشركات التي ستقيم مراكز بحثية أو مختبرات لتطوير أعمالها.
وتوجه الوادي بعد تحوله إلى شركة لإطلاق أربع شركات تتبع للشركة الأم وهذه الشركات هي شركة الاستشارات وشركة متخصصة في التدريب وشركة متخصصة في التعليم والمعرفة وشركة خدمية لإدارة مجمع الملك عبد الله للخدمات الصناعية. وفي 8 سبتمبر 2013 أصبحت شركة وادي الظهران للتقنية العضو رقم 100 في رابطة واحة العلوم بالمملكة المتحدة.

## استقطابات الوادي
استطاع الوادي من استقطاب 24 شركة عالمية ومحلية لبناء وحدات بحثية ومختبرات تقنية لها، ومن هذه الشركات: شركة سبكيم وشركة امياتيت وشركة هوني ول وشركة بيكر هوقيس وشركة يوكوقاوا وشركة ايمرشون وشركة جنرال الكتريك وشركة انفينسس وشركة روزن وشركة هالي بورتون وشركة ويثرفورد وشركة ارقاس ، وفي 2013 اعلنت شركة وادي الظهران للتقنية ان الشركة العربية للجيوفيزيقا والمساحة أركاس قد انضمت إلى شركات وادي الظهران للتقنية والتي تهدف إلى تطوير أبحاث التقنية في علوم الأرض، وفي يناير 2014 افتتحت شركة هاليبورتون مركزها الجديد للتقنية وأبحاث الخزن وإنتاج المكامن غير التقليدية في وادي الظهران للتقنية، وقعت شركة أرامكو السعودية وشركة وادي الظهران للتقنية بالظهران في أبريل 2014 اتفاقية توفر شركة وادي الظهران للتقنية من خلالها لأرامكو السعودية الأرض المناسبة في الوادي لإنشاء المقر الرئيس لشركة مركز أرامكو السعودية لريادة الأعمال (واعد).
في شهر ديسمبر من عام 2014 تم إطلاق التحالف السعودي للبحوث المتقدمة لتحفيز أنشطة البحث والتطوير المبتكرة وتسويقها داخل المملكة، ويمثل التحالف 6 مؤسسات تمثل القطاعين العام والخاص في السعودية وهي: أرامكو السعودية ومدينة الملك عبد العزيز للعلوم والتقنية وجامعة الملك فهد للبترول والمعادن وجامعة الملك عبد الله للعلوم والتقنية والشركة السعودية للتنمية والاستثمار التقني (تقنية) ومعهدآر تي آي إنترناشيونال، وقد أسس التحالف شركة تكنوفيا وهي مشروع جديد يتبنى عملية منهجية مرحلية لتوفير منظومة من الفرص التسويقية في السعودية وتتخذ الشركة من وادي الظهران للتقنية مقرا رئيسا لها. وفي 19 مارس 2015 دُشن مركز سبكيم للأبحاث وتطوير استخدامات المنتجات في وادي الظهران للتقنية، ضم المركز 37 مختبرًا بمساحة إجمالية تقدر بعشرة آلاف متر مربع، وتكلفة قدرة بأكثر من 300 مليون ريال. وفي 7 مايو 2015 وقّعت الشركة السعودية للكهرباء وشركة وادي الظهران للتقنية اتفاقية إنشاء مركز أبحاث متطور ومتخصص في الوادي، يتضمن المركز عدداً من المعامل المتطورة التي تخدم الأنشطة والأبحاث والدراسات العلمية التي تجريها الشركة لتطوير مشاريعها في إنتاج ونقل وتوزيع الطاقة، كما ستبدأ الشركة في العمل على أبحاث بتقنية النانو لتخفيض تعرفة التكلفة على حسابات المستهلك في عام 2018 استقطب الوادي الشركة الوطنية لتقنية النفط وشركة الإلكترونيات المتقدمة.

## وصلات خارجية
- جامعة الملك فهد للبترول والمعادن
- مركز سلطان بن عبد العزيز للعلوم والتقنية (سايتك)
- وادي الظهران للتقنية